# Kitamura Hajime
Kitamura Hajime (北村甫), né en 1923 et mort le 16 décembre 2003, est un linguiste et tibétologue japonais spécialisé dans le dialecte tibétain de Lhassa. Auteur d'une grammaire et d'un dictionnaire de tibétain, il est employé à l'Institut des Langues et Cultures d'Asie et d'Afrique de l'université de Tokyo des études étrangères.
Dans les années 1970, il est à l'origine d'un projet d'informatisation du tibétain auquel le tibétologue Yoshiro Imaeda, directeur de recherche au CNRS, participe

## Ouvrages
- (チベット文字轉寫とチベット語表記?), 1960.
- Gendai Chibettogo kōgo nyūmon tekisuto (sōan). Yunesuko Higashi Ajia Bunka Kenkyū Sentā, Tōyō Bunko, 1964.
- (五体清文鑑』 のチベット語について: 中間報告?), 1969.
- The Honorifics in Tibetan. Acta Asiatica 29: 56-74.
- (現代チベット語の研修について (昭和 49 年度言語研修報告)?), 1975.
- Tibetan: Lhasa Dialect. Tokyo: Asia Africa Gengo Bunka Kenkyūjo, Tokyo Gaikokugo Daigaku, 1977.
- (日本学術振興会言語学訪中団報告?), 1981.
- (現代チベット語分類辞典?), 1990.